# Эберсман, Дэвид
Дэвид Эберсман (англ. David Ebersman) — финансовый директор компании Facebook. 

## Биография
Дэвид Эберсман учился в школе "Trinity School" штата Нью-Йорк и окончил её в 1987 году, а затем поступил в Брауновский университет и окончил его в июне 1991 года со степенью в области экономики.

## Карьера
Эберсман начал свою профессиональную карьеру в компании Oppenheimer & Co в сентябре 1991 года в должности аналитика. В феврале 1994 года Дэвид покинул Oppenheimer & Co и начал работать в компании Genentech, в которой проработал до апреля 2009 года.
В сентябре 2009 года начал работать в компании Facebook на должности финансового директора (CFO). При его непосредственном участии было проведено IPO компании. Аналитики Forbes признали ошибочными действия Эберсмана перед размещением акций на торгах. В результате чрезмерной эмиссии и неоправданно завышенной цены, акции после размещения резко обесценились. После IPO, по итогам предоставления первого финансового отчёта Facebook как публичной компании, Эберсман оправдывал снижение прибыли необходимостью эмиссии акций для сотрудников компании в качестве компенсаций на сумму $1,1 млрд. 